# Anathema
Der Ausdruck Anathema (altgriechisch ἀνάθημα oder ἀνάθεμα „das Gottgeweihte, Verfluchung“), auch Anathem, Bannstrahl, Kirchenbann oder – in Verbindung mit einer Verfluchung – Bannfluch, bezeichnet eine Verurteilung durch eine Kirche, die mit dem Ausschluss aus der kirchlichen Gemeinschaft einhergeht und kirchenrechtlich mit einer Exkommunikation gleichzusetzen ist.

## Begriff
Die Ursprungsbedeutung des Wortes ist Aufgestelltes (Nomen zu ἀνατιθέναι aufstellen). Von dort verengte sich der Begriff zu der Gottheit im Tempel Aufgestelltes, Weihegeschenk (siehe Anathem) und weiter zu der Gottheit Ausgeliefertes, ihrer Gnade oder ihrem Zorn Überlassenes (so in der Septuaginta).
Daraus ergab sich anáthema estô als Formel: Er sei (dem Gott) dahingegeben! In diesem Sinne erscheint das Wort mehrmals im Neuen Testament (Gal 1,8 ; 1 Kor 12,3  [von Jesus]; 1 Kor 16,22 ; Röm 9,3 ).
Der Schwerpunkt seines ursprünglich dualistischen Segen- und Fluchcharakters lag bereits in der Septuaginta und vor allem im Neuen Testament auf dem Fluch. Damit war die Aussonderung aus dem göttlich geschützten Bereich, verbunden mit der Preisgabe an das Urteil Gottes gemeint. So wurde er in die Sprache der Kirche (Kirchenlatein) und auch ins Deutsche übernommen.
Die Orthodoxen Kirchen definieren immer noch strikt nach der ursprünglichen Bedeutung, dass ein Anathema keine Verfluchung durch die Kirche ist, sondern der Betreffende außerhalb der Kirche sich selbst überlassen wird.

## Textbeispiel
Si quis unum verum Deum visibilium et invisibilium creatorem et Dominum negaverit: anathema sit. (Vaticanum I: Constitutio dogmatica „Dei Filius“ de fide catholica, Canon 1.1)
Wenn jemand den einen wahren Gott, den Schöpfer und Herrn des Sichtbaren und des Unsichtbaren, leugnet, sei er ausgeschlossen.

## Geschichte
Das Anathema war seit dem Neuen Testament die traditionelle Reaktion der Kirche auf Häresie (Gal 1,8 ) sowie auf schwerwiegende Fälle von Sünde ohne Willen zur Umkehr (vgl. 1 Kor 5,12f. ).
Seit der Synode von Elvira (um 306) wurden konziliare Lehrverurteilungen durch die Anathemaformel ausgesprochen.
Papst Honorius I. wurde vierzig Jahre nach seinem Tod durch das dritte Konzil von Konstantinopel (680/681) wegen seiner nachgiebigen Haltung gegenüber den Monotheleten mit dem Anathema belegt.
1054 belegten sich die östlichen und die westlichen Kirchen wechselseitig mit Anathemata (während des sog. Morgenländischen Schismas).
Im Kirchenlatein wurde das Wort nach Gal 1,8 zum Fachausdruck für den Ausschluss aus der Kirchengemeinschaft (Exkommunikation), der über Häretiker und Gehorsamsverweigerer verhängt bzw. ihnen angedroht wurde. Der vollzogene Bann trennte nach der zu Grunde liegenden Überzeugung nicht nur von der Kirche, sondern auch von Gott. Das Anathema wurde gemäß dem Pontificale Romanum in feierlicher Form verhängt (c. 2257 § 2 CIC/1917), was später vom CIC/1983 so nicht übernommen wurde.
Durch Inflationierung und Gebrauch als politisches Druckmittel vieler Päpste verlor das Anathema bereits im Mittelalter den Charakter einer ausschließlichen Kirchenstrafe und damit seine Wirksamkeit. Ein bekanntes Beispiel ist die Bannbulle Decet Romanum Pontificem, nach der Martin Luther am 3. Januar 1521 exkommuniziert wurde.
Die beiden dogmatischen Konstitutionen Dei Filius und Pastor Aeternus des Ersten Vatikanischen Konzils (1870) wurden durch Canones abgeschlossen, die als Anathem formuliert sind.
Die Texte des Zweiten Vatikanischen Konzils verwenden das Anathema nicht, da dieses Konzil eher als Pastoralkonzil konzipiert war und Lehrverurteilungen bewusst vermied. Am letzten Tag des Zweiten Vatikanischen Konzils im Jahre 1965 wurden in Rom und in Konstantinopel feierlich im gleichzeitigen Akt die Anathemata des Jahres 1054 „aus dem Gedächtnis und aus der Mitte der Kirche getilgt und die Verurteilungen der Östlichen Kirchen gegen die Westlichen und der Westlichen gegen die Östlichen aufgehoben“.
Auch das aktuelle römisch-katholische Kirchenrecht (CIC/1983) kennt keinen Kirchenbann, wohl aber die Kirchenstrafe der Exkommunikation.

## Großer und Kleiner Kirchenbann
Man unterschied bis 1869 zwischen dem Kleinen Kirchenbann und dem Großen Kirchenbann:
- Der Kleine Kirchenbann war eine Beugestrafe, mit der Gläubige zeitweilig von den Sakramenten ausgeschlossen wurden. Auch kirchliche Ämter waren dem Gebannten verwehrt. Der Kleine Bann wurde meist für begrenzte Zeit verhängt.
- Der Große Kirchenbann schloss den Betroffenen gänzlich und ohne festgesetzte zeitliche Begrenzung aus der Gemeinde aus (volle Exkommunikation). In der Zeit zwischen der Confoederatio cum principibus ecclesiasticis (1220) und dem Augsburger Religionsfrieden (1555) zog ein kirchlicher Bann im Heiligen Römischen Reich automatisch die weltliche Reichsacht nach sich.